# Eigenfactor
Il punteggio Eigenfactor, sviluppato da Jevin West e Carl Bergstrom presso l'Università di Washington, è una valutazione dell'importanza totale di una rivista scientifica. Le riviste sono classificate in base al numero di citazioni in entrata, laddove citazioni provenienti da riviste di alto livello sono pesate in modo da dare un maggiore contributo al punteggio Eigenfactor rispetto a quelle da riviste di basso livello.
Come misura di importanza, il punteggio Eigenfactor scala con l'impatto complessivo di una rivista. A parità di altre condizioni, le riviste con un maggiore impatto sul proprio campo d'interesse hanno maggiori punteggi Eigenfactor.
I punteggi Eigenfactor sono calcolati dal sito eigenfactor.org, dove possono essere visualizzate liberamente. Il punteggio Eigenfactor ha lo scopo di misurare l'importanza di una rivista per la comunità scientifica, considerando l'origine delle citazioni in arrivo, ed è pensato in modo da riflettere la frequenza con cui un generico ricercatore accederebbe ai contenuti da quella rivista. Tuttavia, il punteggio Eigenfactor è influenzato dalle dimensioni della rivista, tanto che esso raddoppia quando la dimensione della rivista raddoppia (misurata come numero di articoli pubblicati all'anno).
L'approccio Eigenfactor è pensato per essere più robusto del Fattore di impatto, che conta puramente le citazioni in arrivo senza considerare l'importanza di tali citazioni. Esso può essere utilizzato anche in combinazione con l'Indice H per valutare il lavoro dei singoli scienziati.